# Marcello Piacentini
Pour les articles homonymes, voir Piacentini.
Marcello Piacentini (né le 8 décembre 1881 à Rome – mort le 19 mai 1960 dans la même ville) est un architecte et urbaniste italien du XXe siècle, fils de Pio Piacentini.

## Biographie
Carlo Aymonino est son neveu.
En 1929, il fait partie des premiers membres, nommés par décret, de l'Académie d'Italie, créée trois ans plus tôt par Mussolini.

## Œuvres
En 1907, il dirige le redéveloppement du centre-ville de Bergame. Par la suite, il travaille dans toute l’Italie. Le gouvernement fasciste lui commande ses meilleures œuvres (campus de l’université de Rome « La Sapienza » en 1932). Il a travaillé sur le district EUR. Il a également dirigé l’ouverture de la Via della Conciliazione à Rome, la reconstruction de Livourne et la restauration de l’Opéra de Rome.

## Sources
- (it) Cet article est partiellement ou en totalité issu de l’article de Wikipédia en italien intitulé « Marcello Piacentini » (voir la liste des auteurs).